# محمد طبره
محمد طبره (انگلیسی: Mohammed Tabra؛ زادهٔ ۲۳ دسامبر ۱۹۵۰) بازیکن سابق و مربی فوتبال اهل عراق است.

از باشگاه‌هایی که در آن بازی کرده‌است می‌توان به باشگاه فوتبال الشرطه (عراق) اشاره کرد.
وی همچنین در تیم ملی فوتبال عراق بازی کرده‌است.